# Jānis Poruks
Jānis Poruks (Druviena, 13 ottobre 1871 – Tartu, 25 giugno 1911) è stato uno scrittore lettone.

## Biografia
Nato in una famiglia di agricoltori benestanti, dopo essere stato allievo del conservatorio di Dresda e studente di chimica a Riga, nel 1901 fu ricoverato in un ospedale psichiatrico, a causa di una crisi psichica dovuta allo smisurato desiderio di conoscere così tante discipline.
Poruks fu per tutta la sua breve esistenza dibattuto tra la ricerca di una fede e le speculazioni intellettuali.
Autore delle opere Il pescatore di perle (1895) e Gente pura di cuore (1896), Le lacrime (1898), I restauratori di Roma (1900), Le vesti bianche (1903), L'ospite (1905), finì i suoi giorni ricoverato nuovamente in una clinica per malati mentali.

## Opere
- Il pescatore di perle (1895);
- Gente pura di cuore (1896);
- Le lacrime (1898);
- I restauratori di Roma (1900);
- Le vesti bianche (1903);
- L'ospite (1905).